# Augusta Roszmann
Augusta Roszmann, geboren als Augusta Charlotte Cornelia Rossman, (Gent, 1 september 1859 – aldaar, 28 mei 1945) was een Belgisch kunstschilder.

## Leven en werk
Augusta Roszmann was een dochter van Jeremias Augustus Henricus Roszmann en Maria Clementia Christiaens. Haar ouders waren uitbaters van Hôtel de Vienne aan de Korenmarkt in Gent. Roszmann trok naar Parijs, waar ze studeerde aan de Académie Julian. Ze kreeg les van onder anderen William-Adolphe Bouguereau, Gustave Boulanger, Jules Joseph Lefebvre en Tony Robert-Fleury. De schilderes ontving een aantal malen een subsidie, zowel van staatswege als vanuit Gent. Ze maakte studiereizen naar Amiens en Bazel. 
Roszmann schilderde onder meer interieurs, portretten, stillevens en genretaferelen. In het midden van de jaren 1880 exposeerde ze meerdere portretten op de salon van Parijs. Ze nam ook deel aan de salon van Gent (1883, 1929) en de World's Columbian Exposition (1893), de wereldtentoonstelling in Chicago en de Exposition Universelle (1900) in Parijs. Op de laatste won ze een bronzen medaille.
Augusta Roszmann overleed op 85-jarige leeftijd.

## Enkele werken

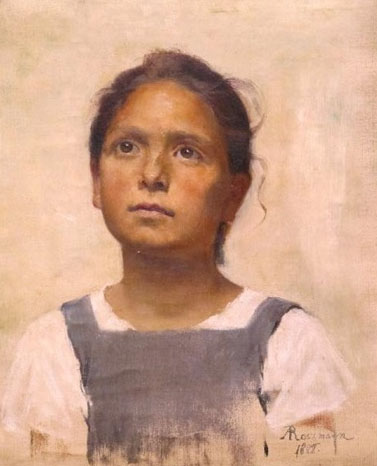
Portret van een jong meisje (1888)
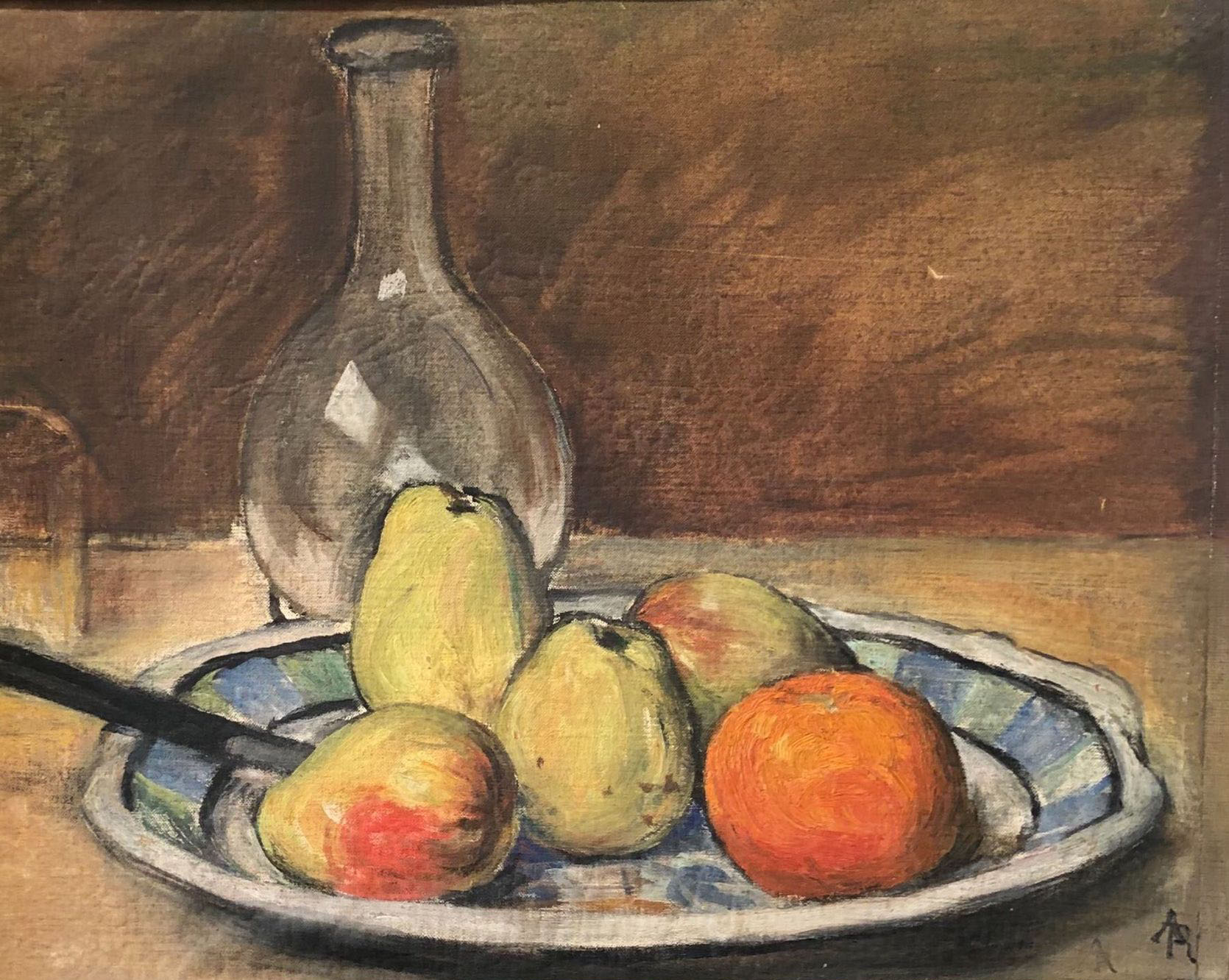
Stilleven met fruit (ca. 1910)
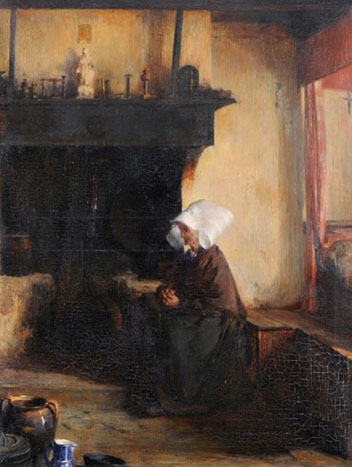
Biddende non (ca. 1930)

- SIKART: 4026519
- Union List of Artist Names: 500190602
- Virtual International Authority File: 172962262